# Legge Acerbo

Giacomo Acerbo, redattore della legge che portò il suo nome

La  legge 18 novembre 1923, n. 2444, nota come Legge Acerbo (dal nome del deputato Giacomo Acerbo che ne redasse il testo), fu una legge elettorale del Regno d'Italia, adottata alle elezioni politiche italiane del 1924.
Introdusse un premio di maggioranza al sistema proporzionale. Fu voluta da Benito Mussolini per assicurare al Partito Nazionale Fascista una solida maggioranza parlamentare.

## L'iter parlamentare
Il disegno di legge, redatto dal deputato e sottosegretario di Stato alla Presidenza del Consiglio dei ministri Giacomo Acerbo, fu approvato il 4 giugno 1923 dal Consiglio dei ministri presieduto da Mussolini. Il successivo 9 giugno venne presentato alla Camera dei deputati e sottoposto all'esame di una commissione – detta dei “diciotto” – nominata dal presidente della Camera dei deputati Enrico De Nicola secondo il criterio della rappresentanza dei gruppi.
La commissione fu composta da Giovanni Giolitti (con funzioni di presidente), Vittorio Emanuele Orlando per il gruppo della "Democrazia" e Antonio Salandra per i liberali di destra (entrambi con funzioni di vicepresidente), Ivanoe Bonomi per il gruppo riformista, Giuseppe Grassi per i demoliberali, Luigi Fera e Antonio Casertano per i demosociali, Alfredo Falcioni per la “Democrazia Italiana” (nittiani e amendoliani), Pietro Lanza di Scalea per gli agrari, Alcide De Gasperi e Giuseppe Micheli per i popolari, Giuseppe Chiesa per i repubblicani, Costantino Lazzari per i socialisti, Filippo Turati per i socialisti unitari, Antonio Graziadei per i comunisti, Raffaele Paolucci e Michele Terzaghi per i fascisti e Paolo Orano per il gruppo misto (in realtà era anche lui fascista).
Il sistema delineato dal disegno di legge Acerbo modificava il sistema proporzionale in vigore dal 1919, integrandolo con un premio di maggioranza in quota fissa, pari ai 2/3 dei seggi, a beneficio del partito più votato qualora questo avesse superato il quorum del 25%. Durante la discussione in commissione, i popolari avanzarono numerose proposte di modifica, prima cercando di ottenere l'innalzamento del quorum al 40% dei votanti e poi l'abbassamento del premio al 60% dei seggi. Ogni tentativo di mediazione fu però vano e la commissione licenziò l'atto nel suo impianto originale, esprimendo parere favorevole a seguito di una votazione terminata 10 a 8..
Il disegno di legge venne quindi rimesso al giudizio dell'aula, dove le opposizioni tentarono nuovamente di modificarlo: esse confluirono attorno ad un emendamento presentato da Bonomi, che proponeva ancora di alzare il quorum per lo scatto del premio di maggioranza dal 25% al 33% dei voti espressi. Il tentativo fallì, anche per la rigida posizione assunta dal governo, che, opponendo la fiducia, riuscì a prevalere (seppur di stretta misura): su 336 presenti in 178 votarono a favore della fiducia e contro l'emendamento, 157 a favore dell'innalzamento della soglia e contro il governo. Decisivo risultò il numero degli assenti - ben 53 - che avrebbero potuto orientare in modo diverso l'esito del voto.
Il 21 luglio del 1923 il disegno di legge Acerbo venne infine approvato dalla Camera con 223 sì e 123 no. A favore si schierarono il Partito Nazionale Fascista, buona parte del Partito Popolare Italiano (il cui deputato più noto fu Stefano Cavazzoni, poi espulso dal partito con gli altri dissidenti), una vasta maggioranza dei componenti dei gruppi parlamentari di tendenze liberali e la quasi totalità degli esponenti della destra, fra i quali Antonio Salandra. Negarono il loro appoggio i deputati dei gruppi socialisti, i comunisti, la sinistra liberale e quei popolari che facevano riferimento a don Sturzo. La riforma entrò in vigore con l'approvazione del Senato del Regno, avvenuta il 14 novembre, con 165 sì e 41 no. Nella discussione del disegno di legge presso il Senato ebbe un ruolo di primo piano il senatore Gaetano Mosca.
La norma fu poi promulgata dal re il 18 novembre ed inserita nel Testo Unico 13 dicembre 1923, n. 2694.

## Il meccanismo elettorale
La Legge Acerbo prevedeva l'adozione di un sistema proporzionale con premio di maggioranza, all'interno di un collegio unico nazionale, suddiviso in 16 circoscrizioni elettorali.
A livello circoscrizionale ogni lista poteva presentare un numero di candidati che oscillava da un minimo di 3 a un massimo dei due terzi di quelli eleggibili (non più di 356 su 535). Oltre al voto di lista era ammesso il voto di preferenza e ogni elettore poteva esprimere sino a 3 preferenze nel caso in cui i seggi assegnati alla circoscrizione fossero più di 20 e sino a 2 negli altri casi.
Il risultato nel collegio unico era decisivo per determinare la distribuzione dei seggi: nel caso in cui la lista più votata a livello nazionale avesse superato il 25% dei voti validi, avrebbe automaticamente ottenuto i 2/3 dei seggi della Camera dei deputati, eleggendo in blocco tutti i suoi candidati; in questo caso tutte le altre liste si sarebbero divise il restante terzo dei seggi, sulla base di criteri simili a quelli della legge elettorale del 1919. Nel caso in cui nessuna delle liste concorrenti avesse superato il 25% dei voti, non sarebbe stato assegnato alcun premio di maggioranza e la totalità dei seggi sarebbe stata ripartita tra le liste concorrenti in proporzione ai voti ricevuti ancora secondo i principi della legge elettorale del 1919.
In sede di approvazione la propaganda fascista affermò che il diritto di tribuna alle minoranze era garantito da quel terzo dei seggi dell'assise parlamentare, che sarebbe stato loro assegnato comunque, anche qualora fossero complessivamente rimaste al di sotto del 33% dei suffragi.

## Altre norme inserite nella legge
Tra le innovazioni più rilevanti di questa legislazione elettorale vi è l'abbassamento dell'età per l'elettorato passivo alla Camera che da 30 passa a 25 anni.
Abolì poi l'incompatibilità per le cariche amministrative di sindaco e deputato provinciale, e per i funzionari pubblici (ad eccezione di prefetti, viceprefetti e agenti di pubblica sicurezza). Altra importante innovazione fu l'adozione della scheda elettorale al posto della busta.

## Gli effetti
Le elezioni del 6 aprile 1924 avvennero in un clima di intimidazioni (un candidato socialista fu ucciso, diversi candidati di sinistra furono feriti, ovunque furono impediti i comizi, bruciati i giornali, impedito l'affissione dei manifesti, anche attaccando le stamperie) e con brogli anche superiori alla media (alta) dell'Italia dell'epoca.
Il Listone Mussolini prese 4.305.936 voti con il 60,09%, un livello, come previsto, di molto superiore al quorum del 25% che assicurava il premio di maggioranza: ottenne 355 seggi su 535 alla Camera dei deputati del Regno d'Italia.
I fascisti trovarono il modo di limare anche il numero di seggi garantiti alle minoranze, alla cui spartizione riuscirono a partecipare mediante una lista civetta (la lista bis), presentata solo in alcune regioni, che con 347.552 voti, strappò ulteriori 19 scranni. Le opposizioni di centro e sinistra raccolsero 2.493.952 voti, pari al 29,2% e ottennero 161 seggi su 535, nonostante al Nord fossero in maggioranza con 1.317.117 voti contro i 1.194.829 del Listone.
In diverse circoscrizioni, soprattutto meridionali, il voto non fu esercitato in condizioni di libertà, ma in maniera palese e con la presenza di esponenti fascisti nei seggi e nelle cabine elettorali, mentre i prefetti ebbero ordini di contrastare l'astensionismo convogliando voti a favore del governo, il che rende rimarchevole il risultato delle opposizioni. Inoltre, il listone nazionale di Mussolini aveva assorbito le macchine elettorali di molti partiti di centro e di centro-destra, e transfughi (detti "traditori") del sardismo e del Partito Popolare, garantendosi una base elettorale più larga del semplice fascismo, oltre che vari specialisti del voto di scambio.
Alessandro Visani scrisse sull'importanza politica della legge:
La legge Acerbo fu applicata nella sola tornata elettorale del 6 aprile del 1924, e per le successive elezioni del 1929 venne introdotto un sistema plebiscitario.